# Опсада Антиохије
Опсада Антиохије одиграла се током Првог крсташког рата током 1097. и 1098. Прва опсада крсташа против града, кога су Турци заузели 9 година раније, трајала је од 21. октобра 1097. до 3. јуна 1098. Друга опсада је била опсада против крсташа, који су заузели град, а трајала је од 7. јуна до 28. јуна 1098.
Током прве опсаде крсташи нису дуго могли ући у град, а међу крсташима је владала глад. Пред долазак велике и надмоћније муслиманске војске, крсташи су успели освојити град захваљујући издаји стражара у граду. У Антохији је уследио велики покољ Турака.
Пред град је неколико дана након заузимања од стране крсташа стигла надмоћна муслиманска војска и ставила Антиохију под другу опсаду. Крсташи су се нашли у безизлазном положају, док један монах није нашао наводно Свето Копље. Та реликвија је дигла морал крсташима, који вођени религиозним фанатизмом побеђују муслиманску војску.

## Увод
Селџуци су заузели 1085. Антиохију, која је дотад припадала Византији. Византијске утврде потицале су из времена Јустинијана I. Византија је пред пад Антиохије ојачала и поново изградила делове зидина. Турци су град заузели преваром, тако да су зидови остали нетакнути.
Од 1088. селџучки гувернер је био Јаџи Сијан. Јаги Сијан је био свестан доласка крсташа, па је молио помоћ од околних муслиманских држава, али нико му није одговорио. Да би се припремио затвара православног патријарха Антиохије Јована Оксита, а протерује Грке и Јермене из града. Од православних једино је православним Сиријцима дозволио да остану у граду.

## Долазак крсташа
Крсташи су стигли крај Антиохије 20. октобра 1097. Тројица главних вођа су:
- Готфрид Бујонски,
- Боемунд Тарентски,
- Ремон Тулуски.

Вође крсташа се у почетку нису слагале што да прво ураде. Ремон је предлагао директан напад, а Готфрид и Боемунд су се залагали за опсаду града. Ремон је невољно пристао па стављају Антиохију под опсаду 21. октобра 1097.
Зидине Антиохије су биле прејаке за директан напад, али ипак је Јаџи-Сијан одахнуо, када је изостао директан напад, јер он баш и није имао довољно војника за добру одбрану. Боемунд је логоровао на северозападу близу врата Св. Павла, Ремон је био на западу близу врата Пса, а Готфрид Бујонски је био западно близу врата Војводе, а ту је био изграђен мост од бродова. Јужно је била кула Две сестре, а северозападно Врата св. Ђорђа, која крсташи нису блокирали, па су кориштена за допремање хране у град. На јужном и западном делу града је било брдовито подручје и ту је била цитадела и Гвоздена Врата.

## Прва опсада
До средине новембра стигао је Боемундов нећак Танкред Галилејски са појачањима, а Ђеновљанска флота је дошла са храном и осталим снабдевањем. У децембру се Готфрид Бујонски разболио, а залихе хране су поново постале доста танке. При крају децембра Боемунд Тарантски и Роберт Фландријски крећу са 20.000 људи у потрагу за храном. Јаги-Сијан то искориштва, па са својом војском излази из града и напада преосталу војску Ремона Тулуског. Ремон успева да потисне Јаги-Сијан натраг у Антиохију, али није могао да сам заузме град.
У међувремену Боемунд Тарентски и Роберт Фландријски, који су кренули у потрагу за храном, нападнути су од стране Дукака из Дамаска, који је кренуо у помоћ Антиохији. Победили су Дукака, али морали су се вратити до Антиохије са врло мало хране а Дукак се вратио у Дамаск. Тај месец је завршио чудним знацима. Био је земљотрес 30. децембра, а следећу ноћ се видела поларна светлост. Неколико седмица после тога време је било много хладније и кишовитије него иначе.

## Глад и канибализам
Због недостатка хране долази до умирања од глади и крсташа и коња. Сваки седми крсташ је умро од глади, а само 700 коња је остало. Наводно су неки од горих војника, остатака сељачког крсташког рата Петра Пустињака, постали људождери.
Јели су тела мртвих Турака. Други су јели коње, а неки витезови су радије одабрали да умру. Локални хришћани, покушали су да пошаљу нешто хране, али то није било довољно. Неки витезови и војници су почели бежати. Петар Пустињак је исто покушао побећи, али га је Танкред Галилејски вратио.

## Византијски генерал Татик одлази
У фебруару је отишао византијски генерал Татик, који је ишао са крсташима као саветник и представник цара Алексија I Комнина. Татик је изјавио да су га крсташи престали слушати, а Боемунд Тарентски га је обавестио да га остале воће намеравају ликвидирати, наводно јер Алексије I Комнин охрабрује Турке.
Боемунд је с друге стране тврдио да је Татик кукавица, па да је то добар разлог да крсташи не врате Антиохију Византији како су обећали Алексију Комнину. Боемунд Тарентски је желео Антиохију за себе. У међувремену Турци су тражили помоћ, па је стигла једна муслиманска војска, коју су крсташи поразили 9. фебруара 1098.

## Енглеска појачања
У марту је стигла енглеска флота, под вођством Едгара Ателинга из Константинопоља. Донели су материјале за градњу опсадних справа. Иако су тај материјал фактички послали Византинци, крсташи то нису сматрали директном помоћи Византије.
Крсташи су започели са градњом опсадних справа, а и са градњом утврде, која би блокирала Врата Моста, куда су Турци из Антиохије угрожавали крсташко снабдевање.
Поправили су и један напуштени манастир западно од Врата св. Ђорђа, која су Турци користили за снабдевање Антиохије.
Танкред Галилејски је поставио војску у тај манастир и тиме је блокирао снабдевање Антиохије. Ремон Тулуски поставља војску у утврду којом спречава да Турци ометају снабдевање крсташа.

## Фатимидско изасланство
У априлу долази изасланство Фатимида из Египта. Они су исто били непријатељи Турака, па су се надали лаком споразуму са крсташима. Петар Пустињак је знао арапски, па је преговарао. Преговори нису успели. Фатимиди су сматрали да су крсташи само испостава Византије, тј. византијски плаћеници. Били су спремни препустити Сирију крсташима, ако пристану да не нападају Палестину. То је било дотад уобичајено стање ствари измећу Византије и Египта. Али крсташима је циљ био Јерусалим и било који предлог без Јерусалима је неприхватљив.

## Освајање Антиохије
Крајем марта 1098. долази муслиманска војска из Мосула под водством Кербоге близу Антиохије. Кербоги су се прикључили Ридван и Дукак, а било је ту и војске из Персије. Крсташи су имали времена да се припреме. Најпре је Кербуга отишао да поново заузме Едесу, коју је заузео Балдуин Јерусалимски током 1098. Кербога не успева повратити Едесу. Потрошио је три седмице на тај неуспешан излет.
Крсташи су знали да им нема опстанка, ако дочекају Кербогу пред зидинама Антиохије. Морају заузети Антиохију пре него што се Кербога појави. Боемунд Тарентски је успоставио контакт са јерменским стражарем Фирузем, који је контролисао кулу Две Сестре. Подмитио га је да отвори врата кад буде потребно.
Боемунд је онда то испричао осталим крсташима и понудио им да се уђе у Антиохију, али да град буде његов. Ремон Тулуски је тврдио да град треба предати Византији, јер су се тако заклели.
Међутим друге вође крсташа Готфрид, Танкред и Роберт попуштају Боемунду, јер то је био једини начин да освоје град.
Стражар Фируз саветује Боемунда да се претвара ка да креће према Кербогиној војсци, а да се преко ноћи врате у град и покушају мердевинама преко зидова. То је и учињено, а Фируз је отворио капије. Преостали хришћани су отворили остале капије. Уследио је масакр над Турцима, у коме су учествовали и преостали хришћани. Крсташи су побили не знајући и нешто хришћана у граду. Тако је убијен и Фирузов брат. Јаги Сијан је бежао, али је ухваћен од сиријских хришћана ван града. Одсечена глава је однесена Боемунду.

## Друга опсада
До краја 3. јуна крсташи су контролисали већину града, осим цитаделе, коју је држао син Јаги Сијана. Јован Окситски је поново постављен као патријарх Антиохије. Град је имао мало хране, а Кербога се кретао према Антиохији. Кербуга је стигао 5. јуна, само три дана након заузимања Антиохије. Покушао је освојити град 7. јуна, али није успео па 9. јуна ставља град под опсаду.
Доста је било дезертера у крсташкој војсци пре него што је стигао Кербога. Стефан Блуа је био један од дезертера и кад је видео огромну Кербогину војску мислио је да су све наде изгубљене. Стефан Блуа и остали дезертери су се враћали у Константинопољ и на путу су срели цара Алексија I Комнина, који је кретао према Антиохији да помогне крсташима. Алексије I Комнин није знао да су крсташи заузели Антиохију, а није знао ни да су сад крсташи опседнути од стране Кербоге.
Стефан Блуа је уверио цара да су крсташи без икаквих изгледа, а Алексије је чуо и за другу турску војску у Анадолији, па је одлучио да је паметније да се врати у Константинопољ, него да ризикује у једној таквој бици.

## Откриће Светог Копља
У Антиохији је 10. јуна један дотад мало познати монах Петар Бартоломеј тврдио да је имао визије у којима му је речено да се Свето Копље, којим је Христ прободен, налази у граду. Гладни крсташи су били склони визијама и халуцинацијама, тако да је један други монах тврдио да је видио Христа и Богородицу. Један метеор је пао 14. јуна близу непријатељског логора па се то сматрало добрим знаком.
Адемар Пијски није много веровао, јер је већ виђао Свето Копље у Константинопољу. Међутим Ремон Тулуски је веровао Петру Бартоломеју, па је неколико њих копало по катедрали Светог Петра. Петар Бартоломеј ту налази вршак копља, што Ремон Тулуски сматра божјим знаком да ће преживети, па се припремају за коначни обрачун. Адемар Пијски и даље није много веровао тој реликвији.
Откриће Светог Копља је значајно подигло морал крсташке војске. Петар Пустињак одлази 27. јуна на преговоре са Кербогом, али преговори су завршени неуспешно.
Крсташи су поделили своју војску у 6 група. Боемунд Тарентски је био главни, а команданти делова су били Боемунд Тарантски, Готфрид Бујонски, Роберт Нормандијски, Танкред Галилејски, Адемар Пијски и Иго од Вермандоа са Робертом Фландријским.

## Битка код Антиохије
Крсташка војска је изашла из зидина 28. јуна, а Ремон Агиљерски је носио Свето Копље испред војске. Кербогини генерали су желели напад по деловима крсташке војске, а сам Кербога је желео напад одједном на целу крсташку војску.
Кербога се претварао да се повлачи са намером да навуче крсташе на лош терен. Све време стрелама су засипали крсташе. Турска јединица је напала небрањено крсташко лево крило, али Боемунд Тарантски је брзо формирао нову јединицу и одбранио се од напада на крило.
Турци су крсташима наносили велике губитке, а Кербога је поред тога запалио и траву између Турака и крсташа. Ништа то није могло поколебати крсташе, који су фанатично ратовали са визијама три свеца која јашу пред њима. Битка је била кратка.
Кад су крсташи дошли до Кербогине борбене линије, Дукака је дезертирао, а већина Турака је побегла у паници. После тога цела муслиманска војска се повлачила.

## Последице
После битке Боемунд Тарентски сматра да је град његов, чему се опиру Адемар Пијски и Ремон Тулуски. Иго Вермандоа је отишао у Константинопољ, а Алексије I Комнин није хтео да шаље војску да тражи град за себе. Боемунд је тврдио у Антиохији да је Алексије I Комнин напустио крсташки рат, тако да заклетве, које су му дали више не важе.
Убрзо избија епидемија, изгледа епидемија тифуса. Папин легат Адемар Пијски умире 1. августа. У септембру вође крсташа пишу папи Урбану II да лично преузме Антиохију, што папа одбија. Током 1098. заузели су околину Антиохије, али и даље је владала глад и било је још мање коња. Витезови нижег ранга и обични војници постадоше нестрпљиви, па у новембру Ремон Тулуски коначно предаје Антиохију Боемунду Тарентском, с циљем да се крсташки рат настави у миру.
Боемунд Тарентски тако постаје први принц Антиохије, а крсташи су наставили према Јерусалиму почетком 1099, па су у пролеће 1099. започели опсаду Јерусалима.
Успех Петра Бартоломеја код Антиохије и проналазак наводног Светог Копља долази касније под питање. Скептици су тврдили да то није истина и да Петар лаже. Петар Бартоломеј је понудио да проласком кроз ватру докаже да је био вођен од бога.
Крсташи су направили пут измећу пламених зидова. Петар је шетао кроз ватру и био је страшно испечен. Умро је након 20 дана агоније. Готово нико није више причао о Светом Копљу, али остала је једна група, која га је и даље сматрала од бога надахнутим.